# Rebecca Gibney
Rebecca Gibney (ur. 14 grudnia 1964 w Levin) – nowozelandzko-australijska aktorka. 

## Życiorys
Aktorka urodziła się jako najmłodsza z sześciorga rodzeństwa. Przed podjęciem pracy aktorskiej była modelką. W wieku 19 lat przeprowadziła się do Australii. 
Zamężna dwukrotnie. W 1992 wzięła ślub z wokalistą australijskiego zespołu Southern Sons, Irwinem Thomasem, który w 1995 zakończył się rozwodem. W listopadzie 2001 poślubiła scenarzystę Richarda Bella. W 2004 roku urodziła swoje pierwsze dziecko, syna Zachary`ego Edisona Bella.
Obecnie mieszka w Launceston na australijskiej wyspie Tasmania wraz z mężem i synem.

## Kariera filmowa
Zadebiutowała na dużym ekranie w 1983 roku w nowozelandzkim filmie „Wśród popiołów”. W 1985 roku wystąpiła w programie dla dzieci „The Zoo Family”. Rok 1990 przyniósł jej rolę w miniserialu „Come In Spinner” oraz pierwszą nagrodę i nominację do AFI.
Popularność przyniosła jej rola Emmy Plimpton w serialu telewizyjnym „Latający doktorzy” oraz serial komediowy „I wszyscy razem”, który opuściła w 1993 roku, aby zagrać w innym serialu pt. „Snowy”. Producenci tego serialu stworzyli także postać dr Jane Halifax w serii filmów telewizyjnych pr. „Halifax f.p.”, specjalnie dla niej. 
Pojawiła się również w filmowej adaptacji powieści Stephena Kinga „Miasteczko Salem”, wydanej w 2004 roku, a następnie w kontynuacji (miniserialu) w 2006 r. „Marzenia i koszmary”.
Kolejne lata przyniosły mniej znaczące dla jej kariery filmy i seriale telewizyjne m.in. „The Map Reade”, „Clubland” czy „Tripping Over”.
Od 2008 roku wciela się w postać Julie Rafter w serialu „Chata pełna Rafterów”, który przyniósł jej kilka nagród i nominacji oraz w 2009 r. Złotego Logie. 
W 2012 roku do kin trafi film „Mental”, w którym zagra wraz z Toni Collette.

## Filmografia

### Filmy
- 1983: Wśród popiołów (Among the Cinders) jako Sally
- 1985: I Live with Me Dad jako Jill Harkness
- 1986: Mr Wrong jako sekretarka
- 1990: Jigsaw jako Virginia York
- 1994: Na szczęście (Lucky Break) jako Gloria Wrightman
- 1997: Kangurek Joey (Joey) jako Penny McGregor
- 2006: Lost and Found jako mama Maca
- 2007: Clubland jako Lana
- 2008: The Map Reader jako Amelia
- 2009: W jej skórze (I Am You) jako pani Reid
- 2012: Mental jako

### Filmy telewizyjne
- 1980: Sea Urchins jako
- 1991: Ring of Scorpio jako Judith
- 1997: Kangaroo Palace jako Heather Randall
- 1998: Tajemnica domu przy Gantry Row jako Julie
- 1998: Dzień róż (The Day of the Roses) jako Margaret Warby
- 1999: Sabrina – Podwodna przygoda (Sabrina, Down Under) jako Hilary Hexton
- 1999: Błąd 2000 (Computer-Crash 2000) jako Nicole
- 2001: Finding Hope jako Hope Fox
- 2001: Ihaka (Ihaka: Blunt Instrument) jako Kirsty Finn
- 2010: Wicked Love: The Maria Krop Story jako Maria Krop

### Seriale telewizyjne
- 2001: Ucieczka w kosmos (Farscape) jako Rinic Sarova (gościnnie)
- 2002-2003: Stingers jako Ingrid Burton
- 2003: Sensing Murder
- 2004: Miasteczko Salem (Salem's Lot) jako Marjorie Glick
- 2006: Marzenia i koszmary (Nightmares & Dreamscapes: From the Stories of Stephen King) jako India Fornoy
- 2006: Tripping Over jako Lydia
- 2008-2013: Chata pełna Rafterów (Packed to the Rafters) jako Julie Rafter